# نو سو-جین
نو سو-جین (انگلیسی: Noh Soo-jin؛ زادهٔ ۱۰ فوریهٔ ۱۹۶۲) بازیکن سابق و مربی فوتبال اهل کره جنوبی است.
از باشگاه‌هایی که در آن بازی کرده‌است می‌توان به باشگاه فوتبال ججو یونایتد اشاره کرد.
وی همچنین در تیم ملی فوتبال کره جنوبی بازی کرده‌است.